# Miren Gorrotxategi Azkune
Miren Gorrotxategi Azkune (Azpeitia, Guipúscoa, 1981) és una escriptora guipuscoana.
Llicenciada en traducció i diplomada en turisme, és professora de basc a l'educació secundària. Als 15-16 anys va guanyar el Premi Literari Urruzuno per a joves, organitzat pel Departament d'Ensenyament del Govern Basc.
El 5 d'octubre de 2016 va publicar la novel·la 33 ezkil ("33 campanes"), després d'obtenir l'any 2015 el Premi Augustin Zubikarai. A més, el novembre de 2020 s'ha estrenat la pel·lícula Hil Kanpaiak, basada en aquesta novel·la. La pel·lícula és una adaptació lliure de la novel·la. Ha estat dirigida per Imanol Rayok, un thriller negre protagonitzat per Itziar Ituño, Eneko Sagardoi i Yon Gonzalez. Es va presentar en el festival Donostia 68.
El gener de 2021 va publicar la seva segona novel·la Sotoan gordeak. Aquest treball ha estat fruit de la beca (H)ilbeltza, que va resultar guanyadora: l'Ajuntament de Baztan, amb la col·laboració de l'associació (H)ilbeltza i l'editorial Txalaparta, amb l'objectiu de difondre la literatura negra basca i traduir al basc la literatura negra del món.
En la convocatòria del 2021 de la beca, Mirin Gorrotxategi és membre del jurat al costat de Garazi Arrula (Txalaparta) i Joseba Otondo (Ajuntament de Baztan).
Recentment ha admès que no té previst tornar a participar en una competició, tot i que ha continuat creant.

## Llibres
- 33 ezkil (33 campanes) (2016), Elkar). 200 pàgines ISBN 978-84-9027-591-7
- Sotoan Gordeak (Emmagatzemat al soterrani). (2021, Txalaparta) 224 pàgines ISBN 978-84-18252-35-8